# Aurélien Agbénonci

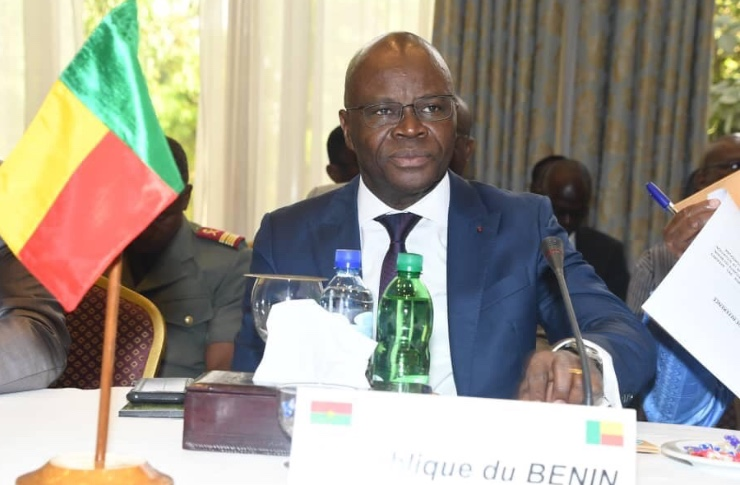
Aurélien Agbénonci

Aurélien Ama Agbénonci (* 20. Oktober 1958) ist ein Diplomat und Politiker aus Benin, der von 2016 bis 2023 Außenminister und Minister für Kooperation war.

## Leben
Aurélien Agbénonci absolvierte ein Studium im Fach Wirtschaftsrecht an der Universität Dakar, das er mit einem Magistère abschloss. Im Anschluss arbeitete er als Leitender Programmkoordinator und Stabschef des Panafrikanischen Zentrum für soziale Perspektiven PASPC (Pan-African Social Prospects Centre). Er absolvierte ferner ein postgraduales Studium in den Fächern Institutionelle Entwicklung, Regierungsarbeit und Umweltwissenschaften an der Universität Dakar. Während eines weiteren postgradualen Studiums im Fach Welthandelsrecht an der Universität Paris-Nanterre, der sogenannten „Universität Paris X“, war er Wissenschaftlicher Mitarbeiter der Juristischen Fakultät dieser Universität.
1996 wurde Agbénonci Mitarbeiter des Entwicklungsprogramms der Vereinten Nationen (UNDP) und war zunächst zwischen 1996 und 1999 stellvertretender Residierender Vertreter des UNDP in Kamerun sowie im Anschluss von 1999 bis 2003 stellvertretender Residierender Vertreter des UNDP in der Elfenbeinküste. Nachdem er von 2003 bis 2008 Residierender Vertreter der Vereinten Nationen (UN) sowie in Personalunion Residierender Vertreter des UNDP in der Republik Kongo war, fungierte er zwischen 2008 und 2011 in Personalunion als Residierender Vertreter der UN sowie des UNDP in Ruanda. Im Anschluss fungierte er zwischen 2012 und 2013 als Koordinator für humanitäre Angelegenheiten sowie in Personalunion als Residierender Vertreter der UN sowie des UNDP in Mali und im Anschluss von 2014 bis 2016 in Personalunion als Residierender Vertreter der UN sowie des UNDP in der Zentralafrikanischen Republik. Am 25. April 2016 ernannte ihn UN-Generalsekretär Ban Ki-moon zusätzlich zum stellvertretenden Sonderrepräsentanten der Multidimensionalen Integrierten Stabilisierungsmission der Vereinten Nationen in der Zentralafrikanischen Republik MINUSCA (United Nations Multidimensional Integrated Stabilization Mission in the Central African Republic).
Nach der Wahl von Patrice Talon zum Staatspräsidenten der Republik Benin am 6. April 2016 wurde Aurélien Agbénonci von diesem zum Außenminister und Minister für Kooperation in dessen Kabinett berufen, dem ferner unter anderem Sacca Lafia als Innenminister, Romuald Wadagni als Finanzminister und Candide Azannaï als Beigeordneter Minister für Verteidigung angehörten. Auch dem zweiten Kabinett Talons nach dessen Wiederwahl 2021 gehörte Agbénonci bis 2023 an.